# Obřany
Obřany (niem. Oberseß) – miejska i katastralna części Brna, o powierzchni 527,61 ha. Leży na terenie gminy katastralnej Maloměřice i Obřany.